# نورث ساراسوتا (فلوریدا)
نورث ساراسوتا (به انگلیسی: North Sarasota) یک منطقهٔ مسکونی در ایالات متحده آمریکا است که در شهرستان ساراسوتا، فلوریدا واقع شده‌است. نورث ساراسوتا ۹٫۸ کیلومتر مربع مساحت و ۶٬۹۸۲ نفر جمعیت دارد و ۱۱ متر بالاتر از سطح دریا قرار دارد.